# Hans Reiss (Literaturwissenschaftler)

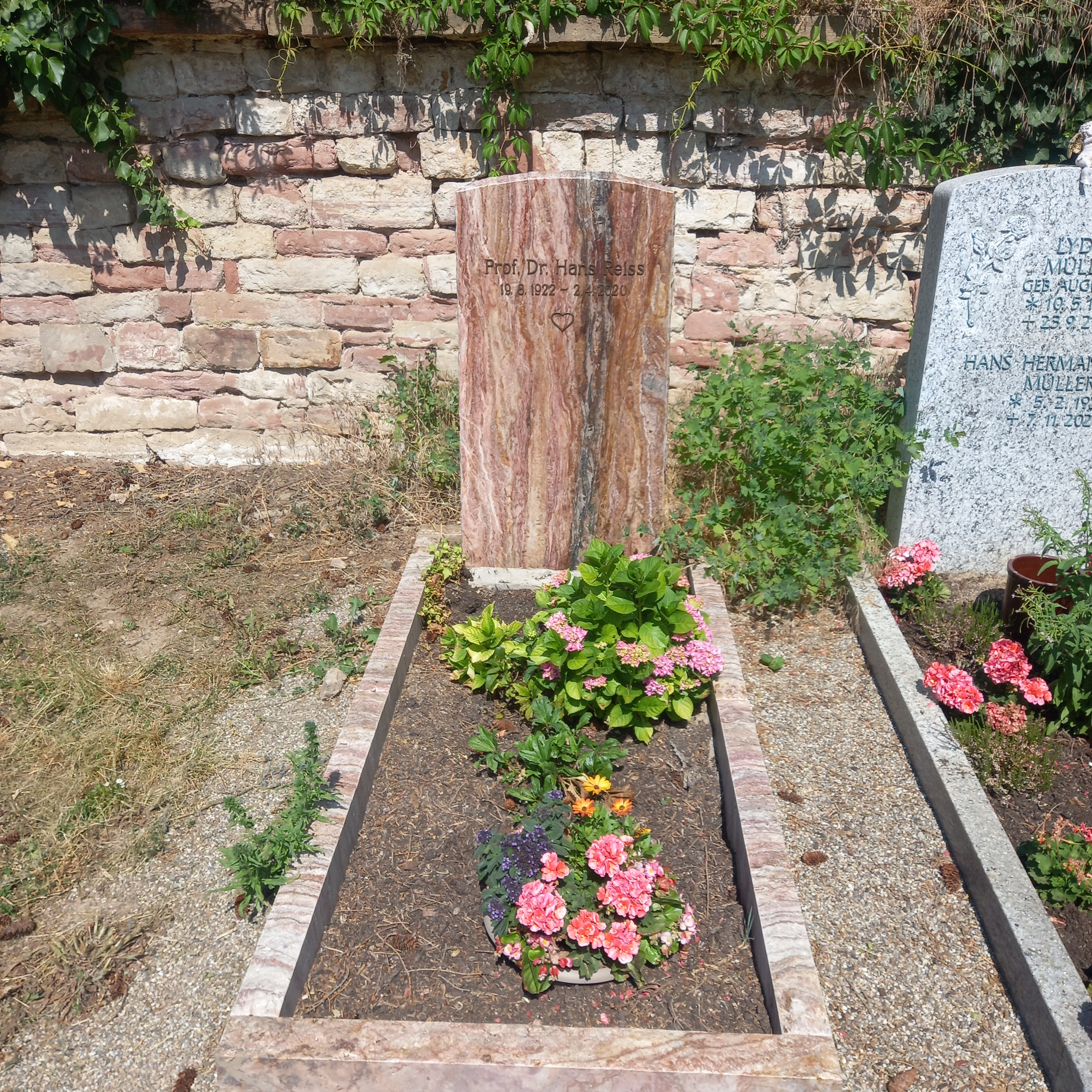
Das Grab von Hans Reiss auf dem Friedhof Handschuhsheim in Heidelberg

Hans Siegbert Reiss (* 19. August 1922 in Mannheim; † 2. April 2020 in Heidelberg) war ein deutsch-irischer Literaturwissenschaftler.

## Leben
Hans Reiss war der Sohn des jüdischen Druckereibesitzers Berthold Reiss und der Schauspielerin Maria Reiss-Petri, die am Nationaltheater Mannheim engagiert war. Ihm gelang die Flucht aus Nazideutschland eine Woche vor Kriegsausbruch 1939 nach Irland, wo er seine Schulausbildung beendete und 1940 ein Stipendium für das Studium an Trinity College (Dublin) erhielt. Er schloss dort mit dem Bachelor of Arts im Jahr 1943 ab und wurde 1945 in Germanistik promoviert. Von 1946 bis 1953 war er Lecturer an der London School of Economics (LSE), von 1953 bis 1958 am Queen Mary, University of London (damals Queen Mary College). 1958 wurde er Professor und Head of Department für Germanistik der McGill University in Montreal, ab 1965 war er Professor und Head of Department für Germanistik der University of Bristol bis zu seiner Emeritierung 1988. Danach hatte er einige Gastprofessuren inne; von 1995 bis 2009 war er Senior Research Fellow der University of Bristol.
Seine beiden Aufsätze zu Arthur Schnitzler gehören zu den frühesten Arbeiten über den Autor nach dem Zweiten Weltkrieg.
Ab 1963 war Hans Reiss mit der Künstlerin Linda, geb. Wahter, verheiratet. Das Paar hatte zwei Kinder und lebte ab 2009 in Heidelberg, wo Hans Reiss im Frühjahr 2020 im Alter von 97 Jahren starb.

## Werke
Forschungsschwerpunkte von Reiss waren Goethe und die deutsche Literatur des 20. Jahrhunderts sowie das deutsche politische Denken um 1800. Er erwarb sich internationale Reputation durch die Herausgabe von Kants Political Writings. Er hat folgende Bücher veröffentlicht:
- Franz Kafka. 1952, 1956.
- The Political Thought of the German Romantics (1793–1815). 1955.
- Goethes Romane. 1963.
- Das Politische Denken in der Deutschen Romantik. 1966.
- (Hrsg.): Immanuel Kant: Political Writings. 1970. 2. Ausgabe: 1991, ISBN 0-521-39837-1. Chinesische Ausgabe 2013.
- Goethe's Novels. 1969. Neuausgabe 1971, ISBN 0-870-24198-2.
- Kants Politisches Denken. 1977, ISBN 3-261-02071-7. Japanische Ausgabe 1989.
- The Writer’s Task from Nietzsche to Brecht. 1978, ISBN 0-87471-870-8.
- Formgestaltung und Politik, Goethe-Studien. 1993, ISBN 3-88479-689-5.
- Erinnerungen aus 85 Jahren. 2009, ISBN 978-3-87115-007-4.

Von 1974 an war er zunächst mit Idris Parry, dann allein und seit 1988 zusammen mit W. Edgar Yates Herausgeber der Reihe Britische und Irische Studien zur deutschen Sprache und Literatur / British and Irish Studies in German Language and Literature; bisher wurden mehr als 50 Ausgaben veröffentlicht.

## Aufsätze (Auswahl)
- The Problems of Fate and of Religion in the Work of Arthur Schnitzler. In: Modern Language Review, Jg. 40, H. 4, Oktober 1945, S. 300–308.
- The Significance of Arthur Schnitzler. In: Hermathena, Nr. 66, November 1945, S. 72–84.

## Auszeichnungen
- 1972: Goethe’s Novels gewählt zum Outstanding Book of the Year durch die American Association of College and Research Libraries
- 1988: Verdienstkreuz 1. Klasse des Verdienstordens der Bundesrepublik Deutschland
- 1997: Goldene Goethe-Medaille der Goethe-Gesellschaft Weimar
- 2011: Mitglied auf Lebenszeit der britischen Modern Humanities Research Association (MHRA)
- Ab 1981: Mitglied der Freien Akademie der Künste Rhein-Neckar (ehemals Freie Akademie der Künste Mannheim)[3]